# Social Sciences Citation Index
Le Social Sciences Citation Index est un indice de citation interdisciplinaire développé par une division de l'agence de presse Thomson Reuters.

## Présentation
Le Social Sciences Citation Index est une base de données créée en 1973 par l'Institute for Scientific Information (appartenant actuellement à Thomson Reuters) qui comprend environ 3 000 revues scientifiques recouvrant 55 disciplines de sciences humaines et sociales.
Le Social Sciences Citation Index est l'une des bases de données bibliographiques du Web of Science.